# Mistrovství Evropy ve fotbale 1972 (soupisky)
Soupisky Mistrovství Evropy ve fotbale 1972:
| Zlato          | Stříbro                  | Bronz             |
| -------------- | ------------------------ | ----------------- |
| SRN • Soupiska | Sovětský svaz • Soupiska | Belgie • Soupiska |

## Belgie
Hlavní trenér: Raymond Goethals

| Jméno             | Datum narození   | Datum úmrtí                      | Klub            |          |
| Brankáři          | Brankáři         | Brankáři                         | Brankáři        | Brankáři |
| ----------------- | ---------------- | -------------------------------- | --------------- | -------- |
| Christian Piot    | 6. října 1947    |                                  | Standard Lutych |          |
| Luc Sanders       | 6. října 1945    |                                  | Club Brugge KV  |          |
| Obránci           |                  |                                  |                 |          |
| Léon Dolmans      | 6. dubna 1945    |                                  | Standard Lutych |          |
| Georges Heylens   | 8. srpna 1941    |                                  | RSC Anderlecht  |          |
| Maurice Martens   | 5. června 1947   |                                  | RWD Molenbeek   |          |
| Jean Thissen      | 21. dubna 1946   |                                  | Standard Lutych |          |
| Gilbert Van Binst | 5. července 1951 |                                  | RSC Anderlecht  |          |
| Záložníci         |                  |                                  |                 |          |
| Léon Semmeling    | 4. ledna 1940    | 14. března 2024 (ve věku 84 let) | Standard Lutych |          |
| Johnny Thio       | 2. září 1944     | 4. srpna 2008 (ve věku 63 let)   | Club Brugge KV  |          |
| Erwin Vandendaele | 5. března 1945   |                                  | Club Brugge KV  |          |
| Jan Verheyen      | 9. července 1944 |                                  | RSC Anderlecht  |          |
| Útočníci          |                  |                                  |                 |          |
| Jean Dockx        | 24. května 1941  | 15. ledna 2002 (ve věku 60 let)  | RSC Anderlecht  |          |
| Frans Janssens    | 25. září 1945    | 8. ledna 2024 (ve věku 78 let)   | Lierse SK       |          |
| Raoul Lambert     | 20. října 1944   |                                  | Club Brugge KV  |          |
| Odilon Polleunis  | 1. května 1943   | 20. září 2023 (ve věku 80 let)   | Sint-Truidense  |          |
| Jacques Teugels   | 3. srpna 1946    | 28. září 2024 (ve věku 78 let)   | RWD Molenbeek   |          |
| Paul Van Himst –  | 2. října 1943    |                                  | RSC Anderlecht  |          |

## Maďarsko
Hlavní trenér: Rudolf Illovszky

| Jméno           | Datum narození    | Datum úmrtí                        | Klub            |          |
| Brankáři        | Brankáři          | Brankáři                           | Brankáři        | Brankáři |
| --------------- | ----------------- | ---------------------------------- | --------------- | -------- |
| István Géczi    | 16. března 1944   | 10. září 2018 (ve věku 74 let)     | Ferencvárosi TC |          |
| Imre Rapp       | 15. září 1937     | 3. června 2015 (ve věku 77 let)    | Pécsi MSC       |          |
| Obránci         |                   |                                    |                 |          |
| Tibor Fábián    | 26. července 1946 | 6. června 2006 (ve věku 59 let)    | Vasas SC        |          |
| László Bálint   | 1. února 1948     |                                    | Ferencvárosi TC |          |
| Péter Juhász    | 3. srpna 1948     | 29. března 2024 (ve věku 75 let)   | Újpest Dozsa    |          |
| Miklós Páncsics | 4. února 1944     | 6. srpna 2007 (ve věku 63 let)     | Ferencvárosi TC |          |
| Záložníci       |                   |                                    |                 |          |
| Flórián Albert  | 15. září 1941     | 31. října 2011 (ve věku 70 let)    | Ferencvárosi TC |          |
| István Juhász   | 17. července 1945 | 16. září 2024 (ve věku 79 let)     | Ferencvárosi TC |          |
| Lajos Kocsis    | 18. června 1947   | 9. října 2000 (ve věku 53 let)     | Honvéd Budapešť |          |
| József Kovács   | 3. dubna 1949     |                                    | Videoton FC     |          |
| Mihály Kozma    | 1. listopadu 1949 |                                    | Honvéd Budapešť |          |
| Lajos Kű        | 5. července 1948  |                                    | Ferencvárosi TC |          |
| István Szőke    | 13. února 1947    | 1. června 2022 (ve věku 75 let)    | Ferencvárosi TC |          |
| Útočníci        |                   |                                    |                 |          |
| Ferenc Bene –   | 17.12.1944        | 27. února 2006 (ve věku 61 let)    | Újpest Dozsa    |          |
| Antal Dunai     | 21. března 1943   |                                    | Újpest Dozsa    |          |
| Lajos Szűcs     | 10.12.1943        | 12. července 2020 (ve věku 76 let) | Honvéd Budapešť |          |
| Sándor Zambo    | 10. října 1944    |                                    | Újpest Dozsa    |          |

## Sovětský svaz
Hlavní trenér: Alexandr Ponomarjov

| Jméno                | Datum narození     | Datum úmrtí                         | Klub                 |          |
| Brankáři             | Brankáři           | Brankáři                            | Brankáři             | Brankáři |
| -------------------- | ------------------ | ----------------------------------- | -------------------- | -------- |
| Volodymyr Pilguj     | 26. ledna 1948     |                                     | Dynamo Moskva        |          |
| Jevhen Rudakov       | 2. ledna 1942      | 21. prosince 2011 (ve věku 69 let)  | Dynamo Kyjev         |          |
| Obránci              |                    |                                     |                      |          |
| Nikolaj Abramov      | 5. ledna 1950      | 6. srpna 2005 (ve věku 55 let)      | Spartak Moskva       |          |
| Revaz Dzodzuašvili   | 10. dubna 1945     |                                     | Dinamo Tbilisi       |          |
| Jurij Istomin        | 3. července 1944   | 6. února 1999 (ve věku 54 let)      | CSKA Moskva          |          |
| Volodymyr Kaplyčnyj  | 26. února 1944     | 19. dubna 2004 (ve věku 60 let)     | CSKA Moskva          |          |
| Viktor Matvijenko    | 9. listopadu 1948  | 29. listopadu 2018 (ve věku 70 let) | Dynamo Kyjev         |          |
| Volodymyr Troškin    | 28. září 1947      | 5. července 2020 (ve věku 72 let)   | Dynamo Kyjev         |          |
| Záložníci            |                    |                                     |                      |          |
| Anatolij Bajdačnyj   | 1. října 1952      |                                     | Dynamo Moskva        |          |
| Oleg Dolmatov        | 29. listopadu 1948 |                                     | Dynamo Moskva        |          |
| Murtaz Churcilava –  | 5. ledna 1943      |                                     | Dinamo Tbilisi       |          |
| Viktor Kolotov       | 3. července 1949   | 3. ledna 2000 (ve věku 50 let)      | Dynamo Kyjev         |          |
| Anatolij Koňkov      | 19. září 1949      | 4. října 2024 (ve věku 75 let)      | Šachtar Doněck       |          |
| Volodymyr Muntjan    | 14. září 1946      |                                     | Dynamo Kyjev         |          |
| Útočníci             |                    |                                     |                      |          |
| Anatolij Baniševskij | 23. února 1946     | 10. prosince 1997 (ve věku 51 let)  | Neftçi Bakı PFK      |          |
| Eduard Kozinkevič    | 23. května 1949    | 16. listopadu 1994 (ve věku 45 let) | Karpaty Lvov         |          |
| Givi Nodia           | 2. ledna 1948      | 7. dubna 2005 (ve věku 57 let)      | Dinamo Tbilisi       |          |
| Volodymyr Onyščenko  | 28. října 1949     |                                     | Zarya Voroshilovgrad |          |

## SRN
Hlavní trenér: Helmut Schön

| Jméno                    | Datum narození     | Datum úmrtí                      | Klub                     |          |
| Brankáři                 | Brankáři           | Brankáři                         | Brankáři                 | Brankáři |
| ------------------------ | ------------------ | -------------------------------- | ------------------------ | -------- |
| Wolfgang Kleff           | 16. listopadu 1946 |                                  | Borussia Mönchengladbach |          |
| Sepp Maier               | 28. února 1944     |                                  | FC Bayern Mnichov        |          |
| Obránci                  |                    |                                  |                          |          |
| Franz Beckenbauer –      | 11. září 1945      | 7. ledna 2024 (ve věku 78 let)   | FC Bayern Mnichov        |          |
| Michael Bella            | 29. září 1945      |                                  | MSV Duisburg             |          |
| Paul Breitner            | 5. září 1951       |                                  | FC Bayern Mnichov        |          |
| Horst-Dieter Höttges     | 10. září 1943      | 22. června 2023 (ve věku 79 let) | Werder Brémy             |          |
| Hans-Georg Schwarzenbeck | 3. dubna 1948      |                                  | FC Bayern Mnichov        |          |
| Berti Vogts              | 30.12.1946         |                                  | Borussia Mönchengladbach |          |
| Záložníci                |                    |                                  |                          |          |
| Rainer Bonhof            | 29. března 1952    |                                  | Borussia Mönchengladbach |          |
| Uli Hoeneß               | 5. ledna 1952      |                                  | FC Bayern Mnichov        |          |
| Horst Köppel             | 17. května 1948    |                                  | Borussia Mönchengladbach |          |
| Günter Netzer            | 14. září 1944      |                                  | Borussia Mönchengladbach |          |
| Útočníci                 |                    |                                  |                          |          |
| Jürgen Grabowski         | 7. července 1944   | 10. března 2022 (ve věku 77 let) | Eintracht Frankfurt      |          |
| Jupp Heynckes            | 9. května 1945     |                                  | Borussia Mönchengladbach |          |
| Erwin Kremers            | 24. března 1949    |                                  | FC Schalke 04            |          |
| Hannes Löhr              | 5. července 1942   | 29. února 2016 (ve věku 73 let)  | 1. FC Köln               |          |
| Gerd Müller              | 3. listopadu 1945  | 15. srpna 2021 (ve věku 75 let)  | FC Bayern Mnichov        |          |
| Herbert Wimmer           | 9. listopadu 1944  |                                  | Borussia Mönchengladbach |          |